# Departamento de Cabañas
Cabañas es uno de los catorce departamentos que conforman El Salvador. Su cabecera departamental es Sensuntepeque, y su distrito más poblado, Ilobasco. Está ubicado en la región central del país, división paracentral, limitando al norte con Honduras, al este con el río Lempa, que la separa con Lempira (Honduras), al sureste con San Miguel, al sur con San Vicente y al oeste con Cuscatlán. Con 143 049 habitantes, según el censo de El Salvador de 2024, es el estado menos poblado y con 1 104 km², el duodécimo más extenso, por delante de San Salvador y Cuscatlán. Fue fundado el 10 de febrero de 1873 como el departamento número 13.

## Historia

### Creación del departamento

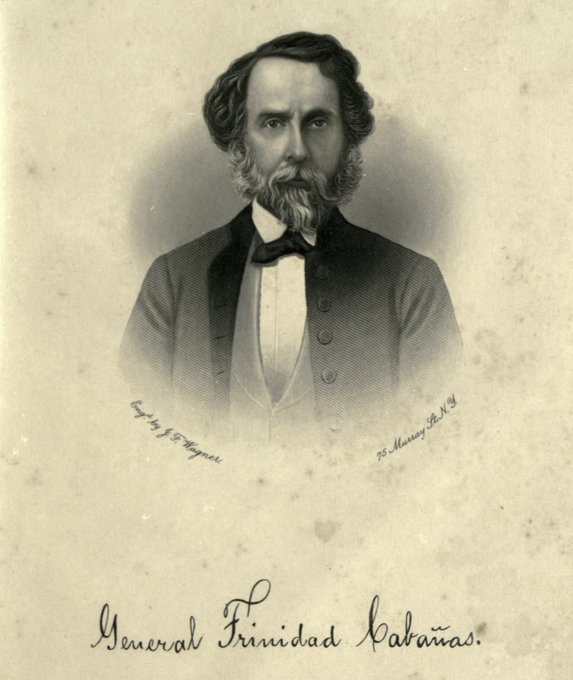
General José Trinidad Cabañas.

En la sesión de la 6.ª Asamblea Constituyente celebrada en el 8 de febrero de 1873, se dio cuenta con un dictamen sobre la necesidad de formar un nuevo departamento compuesto de los distritos de Ilobasco y Sensuntepeque; la opinión de la comisión fue darle el nombre de departamento de Lindo y hacer a Ilobasco su capital. La elección del nuevo departamento fue aprobada y se discutieron sus detalles. Varios representantes se opusieron al nombre indicado por la comisión. El representante González propuso el nombre de Sensuntepeque, el representante Guzmán el de Morazán y el representante Herrera propuso el nombre de departamento de 73 por ser la asamblea de ese año el que la erigirá. El señor Contreras propuso el nombre de departamento de Cabañas en memoria del general José Trinidad Cabañas y decidiendo además que el nombre de Morazán era mucho para un departamento y que no perdía la esperanza que las cinco repúblicas centroamericanas llevaran el nombre de república de Morazán si se unieran alguna vez; esta proposición fue aceptada.
Pasó la discusión a la segunda parte sobre la cabecera del departamento y se debatió largamente. Los señores Villatoro, Díaz, Valdés y Guzmán opinaron que Sensuntepeque fuera la capital y los señores Larreynaga y otros optaron por Ilobasco; los representantes González y Cacho propusieron que se facultase al ejecutivo para que designara cual había de ser. El representante Mendoza propuso que la capital se designara por la suerte  y quedó pendiente la discusión para el siguiente día. En la sesión del 9 de febrero se continuó la discusión. Tomaron la palabra los representantes Díaz, Castillo, Villatoro, Guzmán y otros, y después de exponer sus razones, citando las cualidades ventajosas que presentaba Sensuntepeque para la cabecera, fue esta elegida por la Asamblea.
En el 10 de febrero de 1873, la Asamblea Constituyente emitió el decreto legislativo que segregó los distritos de Ilobasco y Sensuntepeque del Departamento de San Vicente y los incorporó al nuevo Departamento de Cabañas, teniendo por capital la ciudad de Sensuntepeque. Además determinó que los pueblos que conformarán el distrito de Ilobasco serían Jutiapa, Tejutepeque y Cinquera y que los pueblos que conformarán el nuevo distrito de San Sebastián, perteneciente al departamento de San Vicente, serían el mismo pueblo de San Sebastián, Santo Domingo, San Lorenzo, San Esteban y Santa Clara. El decreto legislativo es sancionado por el presidente Santiago González en el 22 de febrero de 1873.

### Historia reciente
Por decreto legislativo número 262 emitido el 1 de febrero de 1973 y ratificado por el presidente Arturo Armando Molina en el 5 de febrero, a iniciativa del diputado por el departamento de Cabañas don Miguel Apolonio Arévalo Peña, se declaró fiesta nacional el día 10 de febrero de ese año para celebrar el primer centenario de haberse erigido el departamento.

## Geografía
El Departamento salvadoreño de Cabañas está situado en el centro norte del país. Colinda al norte con el departamento de Chalatenango, al noroeste con Honduras, al oeste con el departamento de San Miguel, al sur con el departamento de San Vicente, y al este con el departamento de Cuscatlán. Destacan en el departamento el río Lempa (88.0 km), los embalses del Cerrón Grande y la presa hidroeléctrica 5 de Noviembre; los cerros La Cruz (921.0 m s. n. m.) y el Ocotillo (1,014 m s. n. m.).
El punto más alto del territorio se ubica en las coordenadas 13.962235, -88.634356, específicamente en el cerro Ocotillo a 1.014 m s. n. m.

## División administrativa
El Departamento de Cabañas está dividido en dos municipios, que a la vez se dividen en nueve distritos (antes llamadas municipios).
| Municipio     | Superficie (km²) | Distrito      | Superficie (km²) |
| ------------- | ---------------- | ------------- | ---------------- |
| Cabañas Oeste | 401.84           | Cinquera      | 34.51            |
| Cabañas Oeste | 401.84           | Ilobasco      | 249.69           |
| Cabañas Oeste | 401.84           | Jutiapa       | 67.12            |
| Cabañas Oeste | 401.84           | Tejutepeque   | 50.52            |
| Cabañas Este  | 701.67           | Dolores       | 149.05           |
| Cabañas Este  | 701.67           | Guacotecti    | 21.01            |
| Cabañas Este  | 701.67           | San Isidro    | 78.33            |
| Cabañas Este  | 701.67           | Sensuntepeque | 306.33           |
| Cabañas Este  | 701.67           | Victoria      | 146.95           |

## Demografía
Cabañas posee una extensión territorial de 1,103.51 Kms2 correspondiendo al área rural 1,099.91 Kms2 y al área urbana 3.60 Kms2. Pero se debe tomar en cuenta que en los últimos tiempos sus ciudades han crecido significativamente por lo cual el porcentaje de área urbana es mucho más alto. También cuenta con una población de 143,049 habitantes (hombres: 65,633 y mujeres: 77,416).
En el departamento de Cabañas han emigrado 12,345 siendo estos 8,145 hombres, 3,464 mujeres y 736 ignorado (los hombres duplican a las mujeres en esta condición), diferencias importantes se destacan en algunos municipios del departamento.

## Religión
| Religión en Cabañas (2023) | Religión en Cabañas (2023) | Religión en Cabañas (2023) | Religión en Cabañas (2023) | Religión en Cabañas (2023) |
| -------------------------- | -------------------------- | -------------------------- | -------------------------- | -------------------------- |
| Religión                   | Religión                   |                            | Porcentaje                 | Porcentaje                 |
| Catolicismo                | Catolicismo                |                            | 71 %                       | 71 %                       |
| Protestantismo             | Protestantismo             |                            | 22 %                       | 22 %                       |
| Sin Religión               | Sin Religión               |                            | 6 %                        | 6 %                        |
| Otras religiones           | Otras religiones           |                            | 1 %                        | 1 %                        |

En Cabañas hay 2 religiones que se practican mucho, entre ellas están el Catolicismo y el Protestantismo. El Catolicismo representa el 71% de la población y el Protestantismo representa el 22%, mientras que el 6% de la población no pertenece a ninguna religión y el 1% pertenece a otras religiones.

## Economía
El departamento de Cabañas es productor de granos básicos, café, caña de azúcar, añil, pastos, ajonjolí, plantas hortenses y frutícula; se dedica a la crianza de ganado vacuno, porcino, caballar, asnal, mular y caprino; a la industria de alfarería, jarcia, lácteos y a la explotación de minerales tales como el oro, la plata y el cobre. También tiene interés la población de Ilobasco y su producción artesanal alfarera.

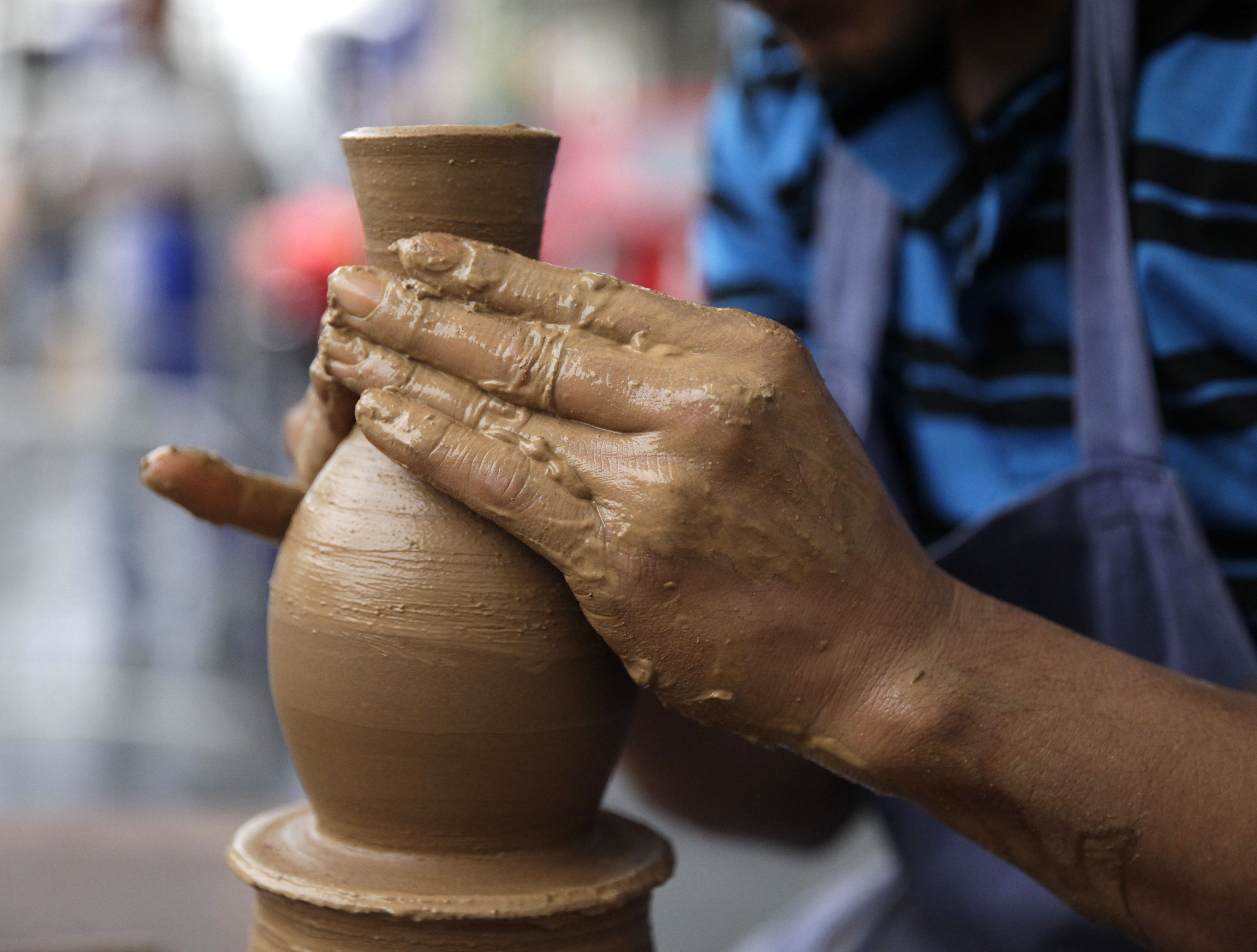
Alfarería en Cabañas Oeste

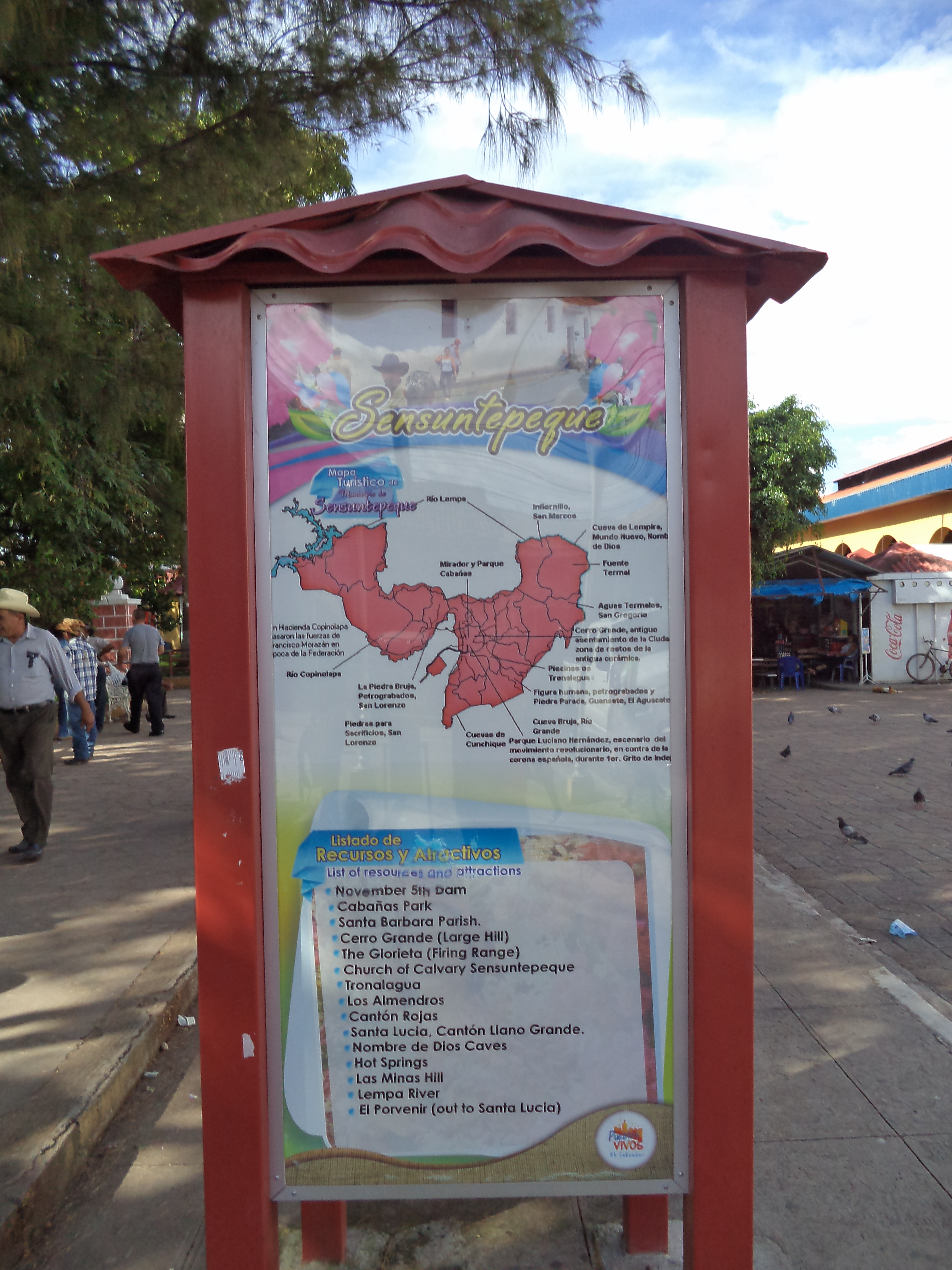
Guía turística, Cabañas Este